# Gloria Johnson-Powell
Gloria Johnson-Powell (1936 - 2017) foi uma psiquiatra infantil negra, figura importante no Movimento dos Direitos Civis e uma das primeiras afro-americanas a obter tenure (doutorado com estabilidade profissional) na Harvard Medical School.

## Legado
Seu livro Black Monday's Children (crianças negras da segunda) descreve o efeito da dessegregação nas crianças negras no sul dos Estados Unidos. Trabalhou por quinze anos como psiquiatra de crianças pobres. Johnson-Powell publicou e, 1998 um livro sobre o impacto duradouro do abuso sexual em crianças (Lasting Effects of Child Sexual Abuse). Além disso, junto com sua filha, escreveu sua autobiografia (The House On Elbert Street: The Biography Of A Welfare Mother).
Foi decana da University of Wisconsin School of Medicine and Public Health e professora de psiquiatria e pediatria. 
Morreu aos 81 anos, em Hamburgo, na Alemanha.

## Obras
- Black Monday's Children: A Study Of The Effects Of School Desegregation On The Self-Concepts Of Southern Children
- The Psychosocial Development of Minority Children editor Brunner/Mazel New York 1983 ISBN 0-87630-277-0
- Lasting Effects of Child Sexual Abuse co-editor with Gail Elizabeth Wyatt, Sage Publications 1998 Newbury Park ISBN 0-8039-3256-1
- The House On Elbert Street: The Biography Of A Welfare Mother
- Transcultural Child Development: Psychological Assessment and Treatment co-editor with Joe Yamamoto Wiley New York 1997 ISBN 0-471-17479-3